# Roberto Vestrini
Roberto Vestrini   (Liorna, 30 de gener de 1908 - valor desconegut, 12 de març de 1966) va ser un remer italià que va competir durant les dècades de 1920 i 1930. Era germà dels també remers Renzo Vestrini i Pier Luigi Vestrini.
El 1932 va prendre part en els Jocs Olímpics de Los Angeles, on guanyà la medalla de plata en la competició del vuit amb timoner del programa de rem.
En el seu palmarès també destaquen dues medalles al Campionat d'Europa de rem, una d'or i una de plata.